# Congresso em Foco
O Congresso em Foco é um site jornalístico independente e apartidário com notícias relacionadas ao Congresso Nacional do Brasil.

## História
O site foi lançado em 2004. É financiado por uma empresa privada criada pelo jornalista Sylvio Costa, que é o fundador e principal sócio. Tem como principais fontes de receita a publicidade que é exibida no site e na revista Congresso em Foco (esta, disponível para venda e assinatura) além de eventos e parcerias com outros veículos de comunicação. Em 2010, iniciou uma parceria com o UOL, onde se encontra hospedado. O Congresso em Foco também edita o Painel do Poder.
Em abril de 2009, ao lado de outros veículos de comunicação, denunciou gastos irregulares na Câmara dos Deputados do Brasil, no que ficou conhecido como Escândalo das passagens aéreas. Segundo um estudo do Ponto de Inflexão, publicado pela SembraMedia e feito em parceria com a empresa filantrópica Omidyar Network, o Congresso em Foco foi alvo de 50 processos judicias até 2017, após denunciar salários de políticos do Brasil que estavam bem acima da média. Em setembro de 2019, lançou a primeira campanha de crowdfunding para apoiar o site, no Catarse.
Após o início da Pandemia de COVID-19, o escritório do site foi fechado devido a quarentena, que foi iniciada em março de 2020. Neste período, ao longo de 51 dias o Congresso em Foco teve um recorde de visualizações, com 8 milhões de acessos aos artigos. Em 19 de maio de 2020, anunciou o lançamento do Radar Congresso em Foco, uma ferramenta gratuita online que disponibiliza ao público as atividades de políticos do Brasil em seus respectivos postos.
Em 1 julho de 2020, lançou uma reportagem com todos 
os deputados do Brasil que estão sendo investigados pela justiça. Em 5 de agosto de 2020, anunciou que vai medir a transparência de deputados e senadores, avaliando "a justificativa de gastos da cota parlamentar, o detalhamento das funções dos assessores parlamentares e a publicação sistemática da agenda do congressista."
No dia 31 de março de 2021, o Congresso em Foco publicou um editorial e iniciou uma campanha pedindo o impeachment do presidente Jair Bolsonaro devido a sua postura diante da pandemia de COVID-19 no Brasil. Em outra publicação, foram destacadas as expressões "Impeachment", "#ChegadeMortes" e "#HoraDeJairEmbora". Posteriormente, outros veículos de comunicação e instituições se juntaram à campanha, como a ABI, o Le Monde Diplomatique Brasil, o Brasil de Fato, dentre outros.
Em novembro de 2024, Sylvio Costa anunciou sua saída como controlador do portal. A sociedade, da qual também faziam parte seus filhos, e que detinha a totalidade do capital do Congresso em Foco, foi adquirida por Miguel Matos, proprietário do portal de notícias jurídicas Migalhas.

### Prêmio Congresso em Foco
[A criação do prêmio] foi uma estratégia de sobrevivência, porque quando a gente começou a fazer algumas reportagens um pouquinho mais investigativas ali dentro do Congresso, mostrando acusações criminais contra políticos, gastos escandalosos, isso gerou uma reação muito negativa de alguns leitores [contra o Congresso].
— Sylvio Costa, ao Latam Journalim Review
O site, através de votação online, concede o Prêmio Congresso em Foco a políticos do Brasil, independente da ideologia de cada um.

## Prêmios
Prêmio ExxonMobil de Jornalismo (Esso)
| Ano  | Categoria                              | Obra              | Resultado |
| ---- | -------------------------------------- | ----------------- | --------- |
| 2009 | Esso de Melhor Contribuição à Imprensa | Congresso em Foco | Venceu    |

Prêmio Vladimir Herzog
| Ano  | Categoria | Obra                                                                      | Veículo de mídia                     | Autor          | Resultado |
| ---- | --------- | ------------------------------------------------------------------------- | ------------------------------------ | -------------- | --------- |
| 2014 | Revista   | "Jurados de Morte: O drama de mais de 2 mil autoexilados no próprio país" | Revista Congresso em Foco – Brasília | Edson Sardinha | Venceu    |